# Repsimus manicatus
Repsimus manicatus is een keversoort uit de familie bladsprietkevers (Scarabaeidae). De wetenschappelijke naam van de soort is voor het eerst geldig gepubliceerd in 1817 door Swartz.